# Entadopsis spicata
Entadopsis spicata là một loài thực vật có hoa trong họ Đậu. Loài này được (E. Mey.) Gomes Pedro mô tả khoa học đầu tiên năm 1955.